# Pietro Taricone
Pietro Taricone (ur. 4 lutego 1975 we Frosinone, zm. 29 czerwca 2010 w Terni) – włoski aktor telewizyjny i filmowy.

## Życiorys

### Wczesne lata
Urodził się we Frosinone w regionie Lacjum jako syn Francesco i Rity. Wychowywał się w Caserta z bratem Maurizio i siostrą Lellą. Po ukończeniu Liceo Scientifico Statale Armando Diaz i uniwersytetu na wydziale prawa, zajął się kulturystyką i sztukami walki.

### Kariera
W 2000 roku zajął trzecie miejsce w reality show Canale 5 Big Brother, a jego sposób bycia macho sprawił, że otrzymał przydomek „wojownika”. Potem trafił do telefilmu Policja rejonowa (Distretto di polizia, 2000). Wziął udział w teledysku Se tu non sei con me (2002) w wykonaniu Syrii i filmie dokumentalnym Sul set di 'Ricordati di me' (2002). Debiutował na kinowym ekranie w komedii romantycznej Pamiętaj mnie (Ricordati di me, 2003) jako Paolo Tucci z Monicą Bellucci, Gabriele Muccino i Fabrizio Bentivoglio. Zagrał też w filmach: Don Gnocchi – L’angelo dei bimbi (2004), Codice Rosso (2006), Crimini – Il covo di Teresa (2006), La nuova squadra (2008) czy Questo è amore (2009).

### Życie prywatne
Na planie dramatu wojennego Radio West (2004) poznał Kasię Smutniak, z którą się związał. Mają córkę Sophie (ur. 4 września 2004 w Rzymie).
Zmarł w szpitalu 29 czerwca 2010 roku. Trafił tam w wyniku licznych obrażeń, których doznał w wypadku spadochronowym w Terni w regionie Umbria.

## Wybrana filmografia

### Filmy fabularne
- 2003: Pamiętaj mnie (Ricordati di me) jako Paolo Tucci
- 2004: Don Gnocchi – L’angelo dei bimbi (TV) jako Margherita
- 2004: Radio West jako Rizzo
- 2007: Maradona: Ręka Boga (Maradona, la mano di Dio) jako Pusher
- 2009: Feisbum jako Gaetano

### Seriale TV
- 2000: Distretto di polizia
- 2006: Crimini jako Marco Portosalvo
- 2006: Saturday Night Live from Milano jako gospodarz
- 2006: Codice rosso jako Fausto Rossi
- 2008: La squadra jako Vito Sorrentino
- 2008-2009: La nuova squadra jako Vito Sorrentino
- 2009-2010: Tutti pazzi per amore jako Ermanno Russo
- 2010: Crimini jako Sam
- 2011: Baciati dall’amore jako Antonio Gambardella